# Central Treaty Organization
Die Central Treaty Organization (abgekürzt CENTO, eingedeutscht Zentrale Paktorganisation, auch bekannt als Bagdadpakt, 1955 bis 1959 Middle East Treaty Organization, METO) war ein von 1955 bis 1979 bestehendes Militärbündnis. Mitglieder waren Großbritannien, Irak, Iran, Pakistan und die Türkei. Die USA hatten einen Beobachterstatus. Als reines Verteidigungsbündnis konzipiert, lag das politische Ziel der CENTO in einer Eindämmung des Einflusses der Sowjetunion in den Mitgliedsländern. 1979 wurde die CENTO nach politischen Veränderungen in den Mitgliedsstaaten aufgelöst.

## Geschichte

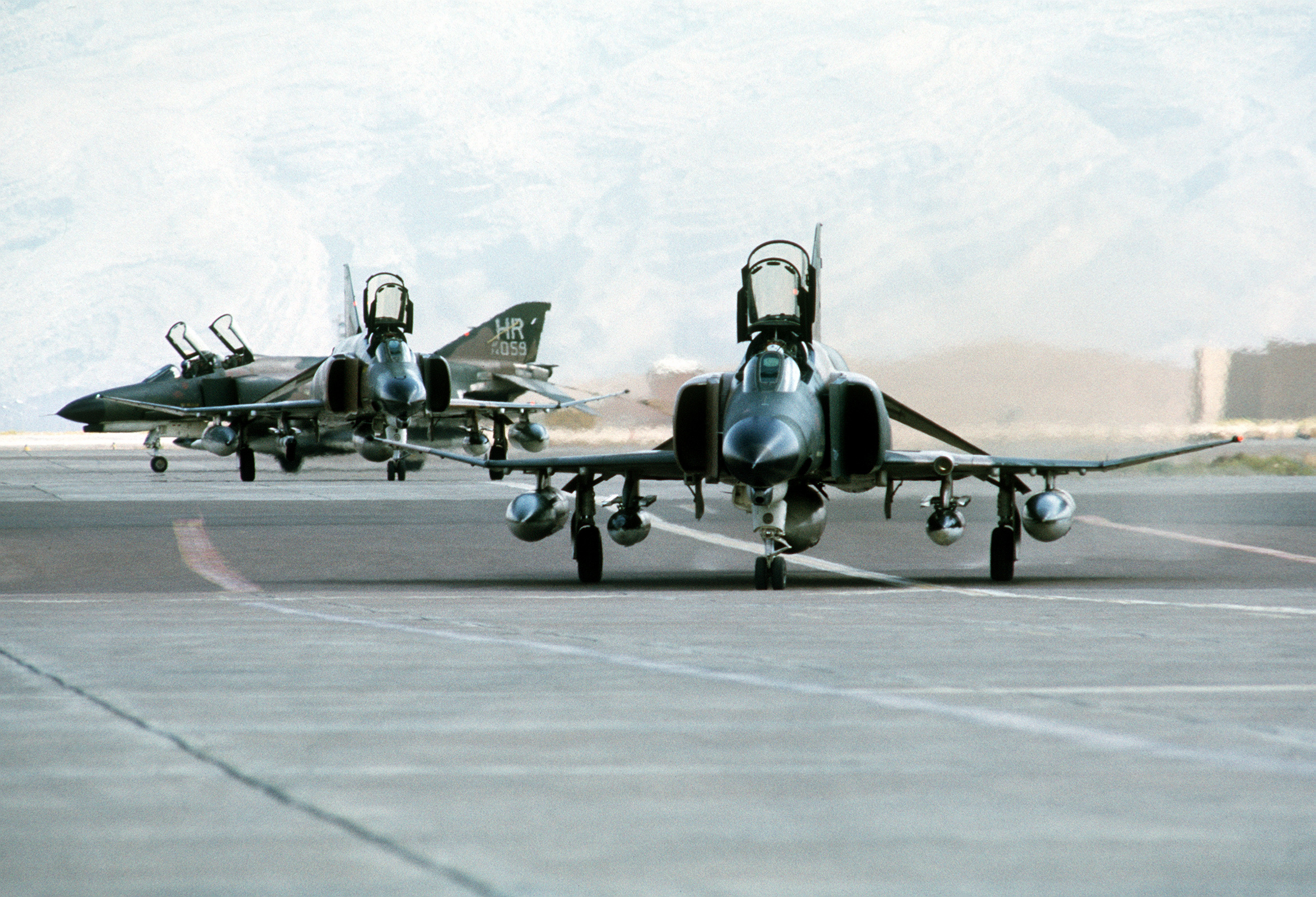
Drei McDonnell F-4 von der Hahn Air Base auf einem Flugfeld in Schiraz (Iran) während einer CENTO Übung 1977

CENTO war ein reines Verteidigungsbündnis und wurde am 24. Februar 1955 vom Irak und der Türkei unterzeichnet. Zunächst wurde er auch als Middle East Treaty Organization (METO) bezeichnet. Im selben Jahr traten Großbritannien (5. April), Pakistan (23. September) und der Iran (3. November) bei. Durch die Unterzeichnung von bilateralen Abkommen mit der Türkei, Pakistan und dem Iran wurden die USA 1958 de facto Mitglied, offiziell mit Beobachterstatus.
Die CENTO, die häufig mit der NATO verglichen wird, hatte keine einheitliche Kommandostruktur, wie es sie in der NATO gibt. Auch gab es in den Mitgliedsländern keine von den USA oder Großbritannien unterhaltenen Militärbasen.
Am 14. Juli 1958 kam es zu einem Militärputsch im Irak, der zur Abschaffung der Monarchie führte. Die neue Regierung unter General Abd al-Karim Qasim richtete ihre Außenpolitik neu aus, nahm diplomatische Verbindungen zur Sowjetunion auf und kündigte 1959 die Mitgliedschaft des Irak in der CENTO. Als unmittelbare Folge wurde das CENTO-Hauptquartier von Bagdad nach Ankara in die Türkei verlegt.
1965 und 1972 beantragte Pakistan militärischen Beistand im Krieg gegen Indien. Die Mitgliedsländer lehnten in beiden Fällen ab, da sie den Krieg zwischen Pakistan und Indien als lokalen Konflikt einstuften.
Obwohl der politische Einfluss der Sowjetunion in den Mitgliedsländern eingedämmt werden konnte, baute die Sowjetunion ihren Einfluss im Nahen Osten durch bilaterale Verträge mit Ägypten, Syrien, dem Irak, Demokratische Volksrepublik Jemen, Somalia und Libyen systematisch aus. Zu Beginn der 1970er Jahre waren bereits 20.000 sowjetische Militärberater, Ausbilder und Spezialisten in Ägypten stationiert. Weitere befanden sich auf Militärbasen in Syrien, Somalia und der Demokratischen Volksrepublik Jemen.
Nach der Islamischen Revolution erklärte der Iran am 13. März 1979 seinen Austritt und seinen Beitritt zur Bewegung der Blockfreien Staaten. Der bundesdeutsche Botschafter in Pakistan, Scheske, berichtete am 25. Februar 1979:

„Die UdSSR … drängt Pakistan, das CENTO-Bündnis aufzugeben, und sich den Blockfreien anzuschließen. Außerdem versucht sie im Lande politisch Fuß zu fassen.“

Am 13. März 1979 kündigte der Außenminister Pakistans in einer Pressekonferenz an, dass Pakistan seine Mitgliedschaft im Februar 1980 beenden wolle.
Am 16. März 1979 erklärte daraufhin die türkische Regierung, dass sie angesichts der Austrittserklärungen des Iran und Pakistans den CENTO-Pakt auflösen werde.
1992 wollten die Staatschefs der Turkstaaten im Rahmen des in Ankara neu gegründeten Zentralasien-Gipfels der Türkischen Republiken (OATCT) ein Verteidigungsbündnis in der Tradition der CENTO wiedererstehen lassen. Die endgültige Verwirklichung dieses Verteidigungsbündnisses scheiterte schließlich am Einspruch Usbekistans, das seinerseits einen zu großen Einfluss der Türkei in Zentralasien befürchtete.